# 12214 Miroshnikov
12214 Miroshnikov (1981 RF2) là một tiểu hành tinh nằm phía ngoài của vành đai chính được phát hiện ngày 7 tháng 9 năm 1981 bởi L. G. Karachkina ở Đài vật lý thiên văn Crimean.